# HMS Birkenhead (1845)
HMS Birkenhead was een Brits troepentransportschip uit 1845.

## Fregat
De Birkenhead werd gebouwd op de scheepswerf van John Laird in Birkenhead. Het was bedoeld als fregat en kreeg de naam mee van HMS Vulcan. Korte tijd later werd het omgedoopt tot Birkenhead, naar de stad waar ze werd gebouwd. Ze had twee Forrester & Co stoommachines van 564 pk die twee schoepenraderen aandreven. Bij voldoende wind kon het schip zeilen en was daarvoor uitgerust met twee masten. Ze werd op 30 december 1845 te water gelaten.
HMS Birkenhead is nooit in dienst genomen als fregat. Tijdens de bouw werd ze omgebouwd tot troepentransportschip. Ten eerste werden de oorlogsschepen van de Royal Navy na 1845 uitgerust met efficiëntere schoeven en niet langer met schoepradaren. Verder waren er twijfels of de romp stevig genoeg was voor de kanonskogels van die tijd. Als troepentransportschip waren deze factoren minder relevant.

## Troepentransportschip
Als troepenschip werden een voorschip en achterdek toegevoegd om haar accommodatie te vergroten. Verder werd een derde mast toegevoegd om haar zeilplan te veranderen in een barkentijn. Ze was sneller en comfortabeler dan de houten troepentransportschepen met zeilen uit die tijd, en ze maakte de reis van de Engeland naar de Kaap in 37 dagen in oktober 1850.
In januari 1852 vertrok de Birkenhead, onder bevel van kapitein Robert Salmond, uit Portsmouth naar de Kaapkolonie. Vandaar vertrok ze op 25 februari 1852 met ongeveer 640 mannen, vrouwen en kinderen aan boord. Kapitein Salmond zette een koers uit dicht langs de Zuid-Afrikaanse kust. Op 26 februari 1852 liep ze op een onbekende rots en maakte water. Om los te komen van de rots, gaf de kapitein bevel achteruit te varen. Hierbij raakten rompplaten los, het zeewater stroomde naar binnen en meer dan 100 soldaten verdronken in hun kooien.
De overlevende soldaten verzamelden zich en wachtten op de bevelen van hun officieren. Salmond gaf bevel de reddingsboten te laten zakken, maar dit liep niet gesmeerd waardoor slechts drie kleine reddingsboten overbleven voor de vrouwen en kinderen. De overlevende militairen verzamelden zich op het dek. Ze mochten het schip niet verlaten uit angst dat ze al zwemmend de reddingsboten zouden halen waardoor die in gevaar zouden komen. Slechts drie mannen sprongen overboord terwijl de rest bleef staan. Twintig minuten na de botsing zonk het schip. Enkele soldaten wisten alsnog de kust te bereiken, maar veruit de meesten verdronken, stierven door de kou of werden gedood door haaien.
Ondanks een reddingsboot kwamen 450 mensen om het leven. Het scheepswrak ligt nabij de Gansbaai, 75 kilometer ten oosten van Kaapstad.

## Nasleep
Een aantal matrozen werd na het ongeluk voor de krijgsraad gebracht. De rechtszaak werd gehouden op 8 mei 1852 aan boord van de HMS Victory in Portsmouth en trok veel belangstelling. Omdat niemand van de hoge marineofficieren de ramp had overleefd, werd niemand schuldig bevonden.
Bij deze scheepramp werd voor het eerst het concept van "vrouwen en kinderen eerst" naar verluidt toegepast.
In 1895 werd bij de rots, Danger Point, een vuurtoren neergezet om de scheepvaart te waarschuwen voor het gevaarlijke rif. In 1936 werd aan de voet een herdenkingsplaat voor de Birkenhead bevestigd.

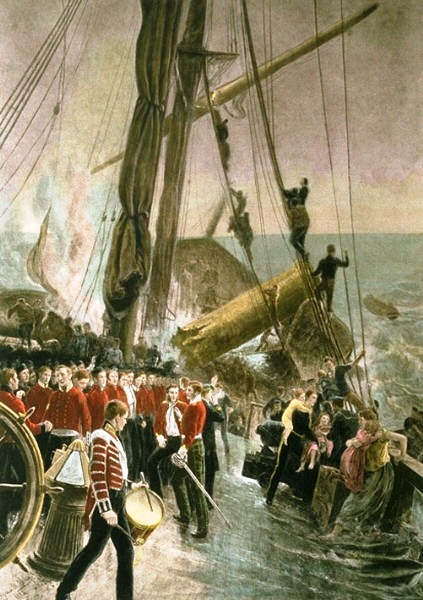
The Wreck of the Birkenhead (ca. 1892) door Thomas Hemy
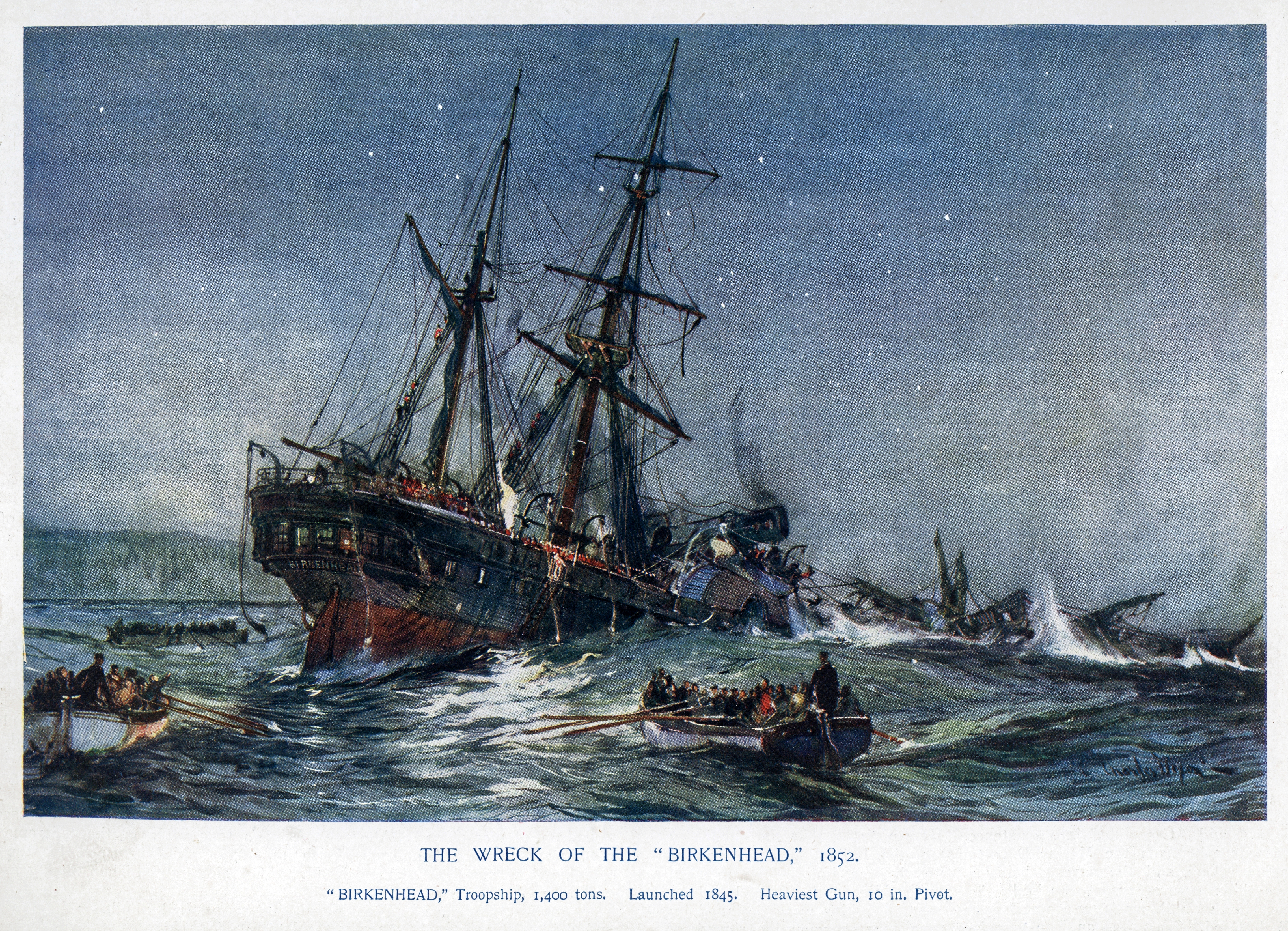
The Wreck of the Birkenhead (1901) door Charles Dixon
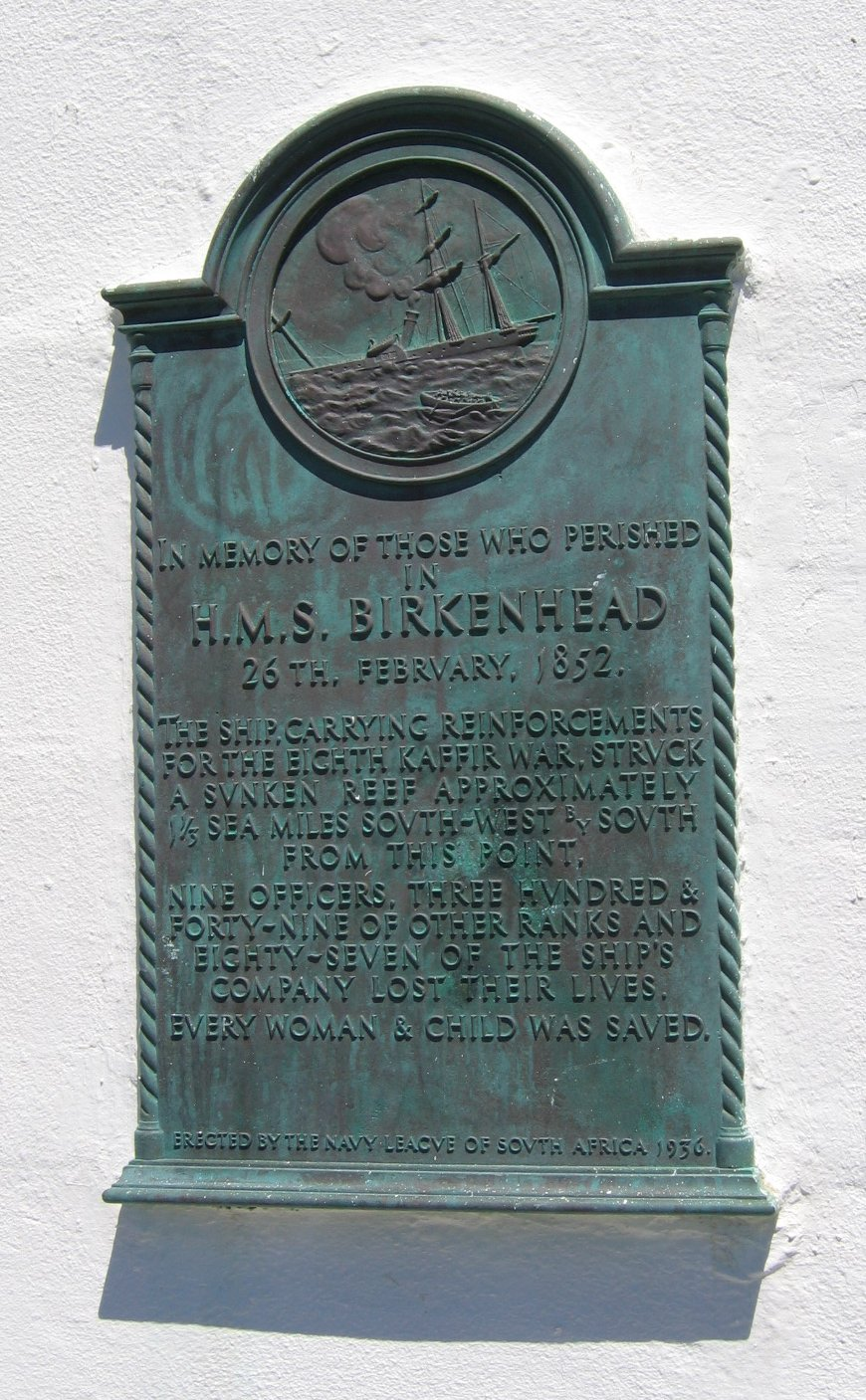
Herdenkingsplaat (1936)
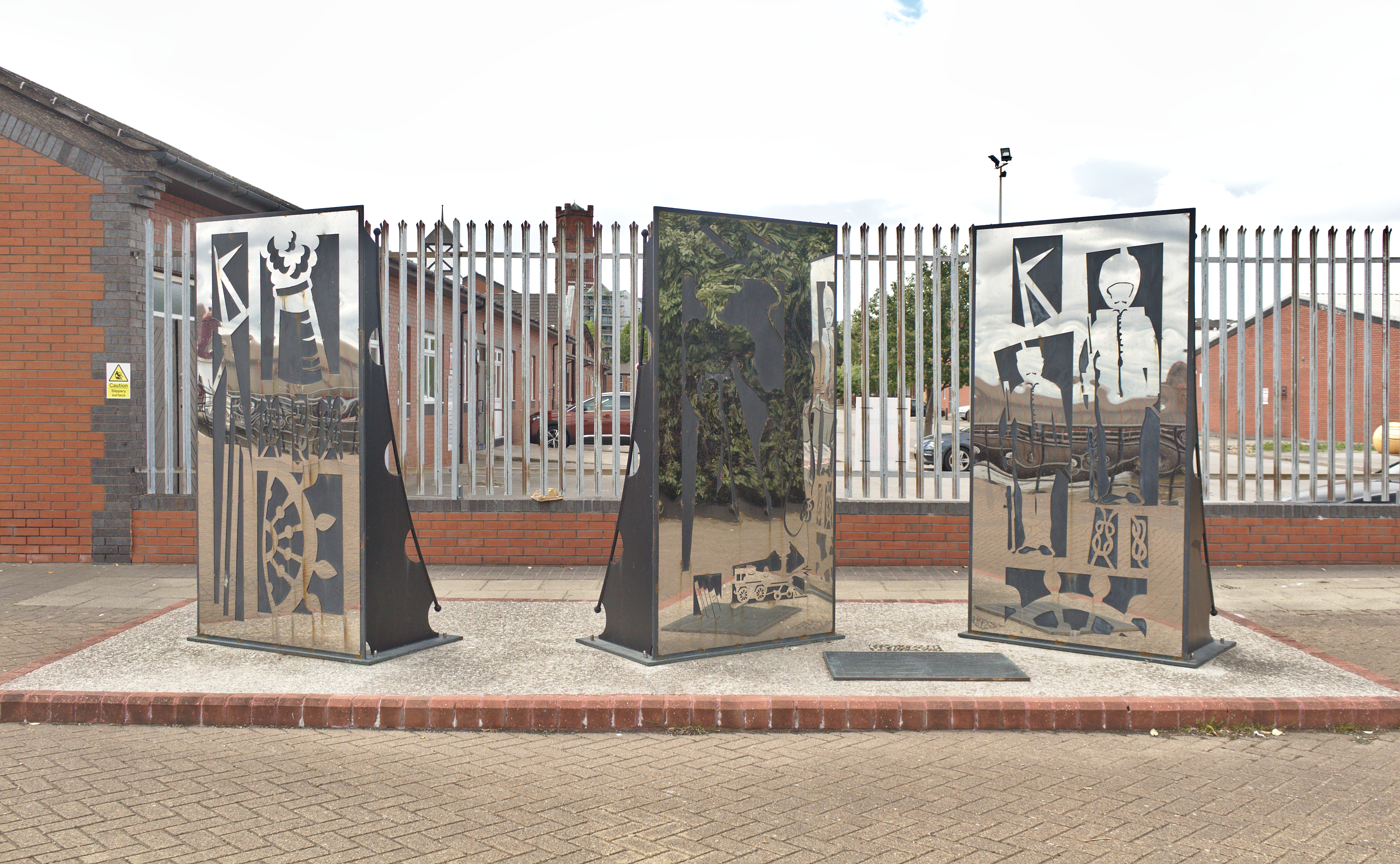
Monument in Birkenhead